# Понга
Понга (ісп. Ponga) — муніципалітет в Іспанії, у складі автономної спільноти Астурія. Населення — 684 осіб (2009).
Муніципалітет розташований на відстані близько 330 км на північ від Мадрида, 60 км на схід від Ов'єдо.
Муніципалітет складається з таких паррокій: Аб'єгос, Карангас, Касьєльєс, Касо, Сан-Ігнасіо, Сан-Хуан-де-Беленьйо, Собрефос, Таранес, В'єго.

## Демографія
Динаміка населення (INE ):

## Галерея зображень

Розташування муніципалітету
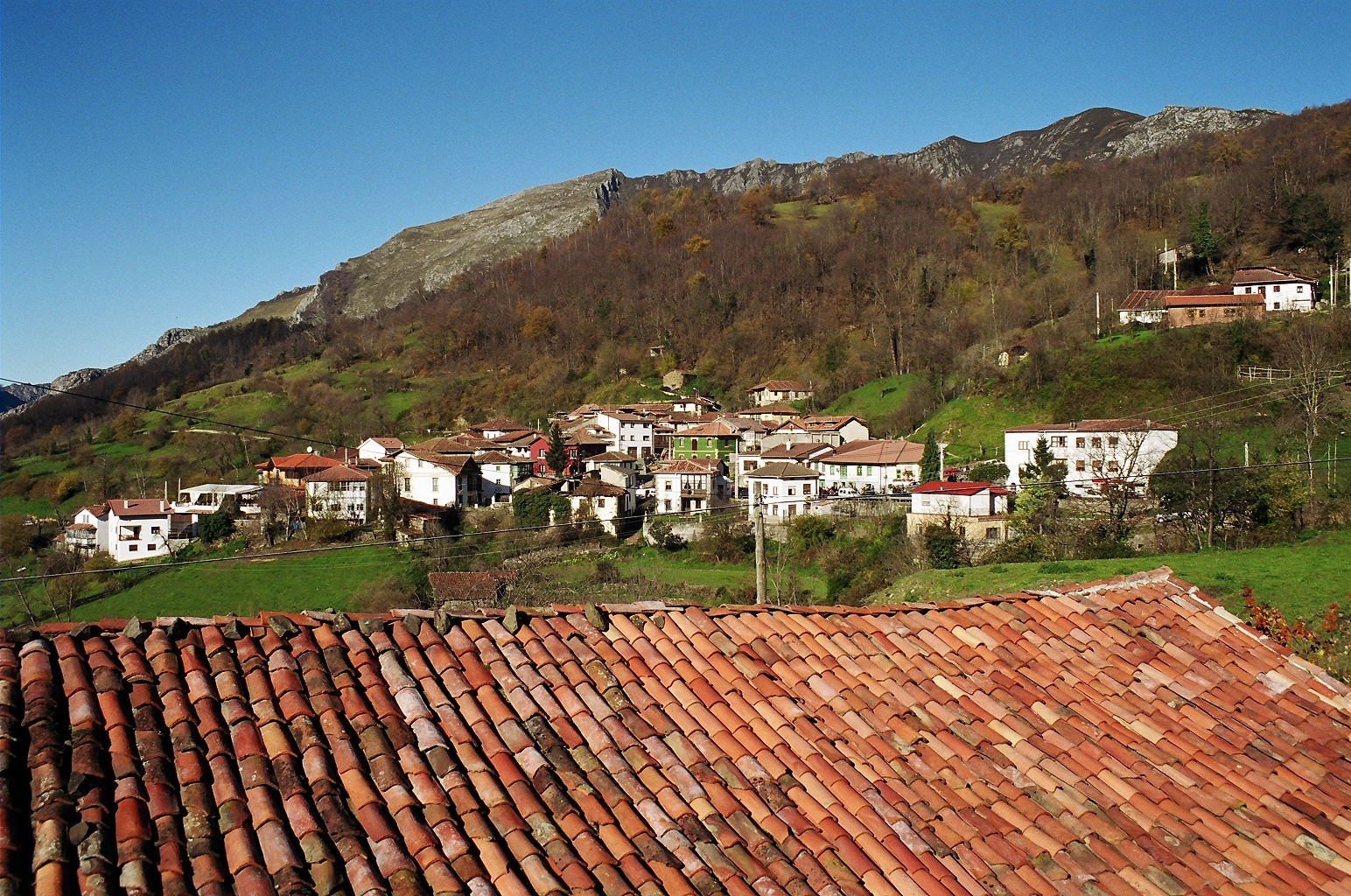
Сан-Хуан-де-Беленьйо, адміністративний центр муніципалітету